# Nyctemera gigantea
Nyctemera gigantea là một loài bướm đêm thuộc phân họ Arctiinae, họ Erebidae.